# Castalius anomalogramma
Castalius anomalogramma är en fjärilsart som beskrevs av George Thomas Bethune-Baker 1911. Castalius anomalogramma ingår i släktet Castalius och familjen juvelvingar. Inga underarter finns listade i Catalogue of Life.